# 荻上チキ
荻上 チキ（おぎうえ チキ、男性、1981年〈昭和56年〉11月2日 - ）は、日本の評論家、編集者、ラジオパーソナリティ。ニュースサイト『シノドス』編集長、特定非営利活動法人「ストップいじめ！ナビ」代表理事、 一般社団法人「社会調査支援機構チキラボ」代表理事を歴任。TBSラジオでは『ニュース探究ラジオ Dig』『荻上チキ・Session-22』『荻上チキ・Session』でパーソナリティを担当した。専門はテクスト論、メディア論。メールマガジン「αシノドス」の編集長も務めた。単著は『ウェブ炎上』『ネットいじめ』『社会的な身体』、『検証 東日本大震災の流言・デマ』『彼女たちの売春』『いじめを生む教室』など。共著には『社会運動の戸惑い』『ブラック校則』などがある。

## 来歴

### 生い立ち・学生時代
1981年（昭和56年）生まれ。兵庫県明石市出身。小学2年生の頃に埼玉県に引っ越す。小中学校のときはいじめにあっていたといい、10代後半で男性教員から性暴力被害を受けていたことを告白している。埼玉県立浦和西高等学校卒業。高校時代にテキサスへ短期留学したことがあるという。成城大学文芸学部国文学科ではテクスト理論を専門とする石原千秋のゼミで学ぶ。2003年（平成15年）10月からブログを始めたといい、大学在学中からニュースサイト「成城トランスカレッジ」を運営していたという。
2004年（平成16年）に成城大学を卒業。当初は石原の元で大学院に進学するつもりであったが、石原が大学を異動することになり、さらに異動先ではゼミを持てないことから断念。テクスト理論を続けられないことからメディア論を学べる大学院を検討し、1年間の大学院試験浪人を経て、東京大学大学院学際情報学府修士課程に進学。同大学院を選んだ理由として、学際情報学府の前身が東京大学新聞研究所であったことなどを挙げている。大学院では北田暁大の資料調査や本づくりを手伝ったり、出版社の双風舎でも手伝いをしていたという。

### ブロガーからメディア業界へ、「シノドス」設立
東京大学大学院学際情報学府を修了し、Web広告などを扱うベンチャー企業に就職。荻上はフェミニズムに対するバックラッシュに関するまとめサイトを運営しており、2007年（平成19年）にはブロガーとして日本メディア学会春季研究発表会のバックラッシュについてのワークショップに問題提起者として参加。斉藤正美が司会で、北田暁大や山口智美と討論した。同年10月に単著『ウェブ炎上 ― ネット群集の暴走と可能性』を出版。また、同年12月の時点で「トラカレ!」というサイトを運営し、「荻上式BLOG」も公開していた。
著書がきっかけで鈴木謙介のラジオ『文化系トークラジオ Life』に出演し、以後TBSラジオの番組に呼ばれるようになったという。なお同年には芹沢一也が「シノドス」を創設しており、芹沢に誘われて半年後に荻上も参画。荻上は2008年（平成20年）にメールマガジン「αシノドス」を創設し、編集長を務める（「αシノドス」は後に電子マガジンに移行）。また、同年には『ネットいじめ ― ウェブ社会と終わりなき「キャラ戦争」』を出版した。2009年（平成21年）には『社会的な身体 ― 振る舞い・運動・お笑い・ゲーム』も出版している。
IT企業を1年で辞め、同年9月に芹沢や飯田泰之と株式会社シノドスを設立（法人化）。ニュースサイト『シノドス』のプランナーや編集長、「αシノドス」編集長を務めていく。なお、2010年（平成22年）6月にWEBRONZAの一部として「シノドス・ジャーナル」が設けられ、当初は芹沢が担当したが、後に荻上が編集長になる（「シノドス・ジャーナル」は2013年4月にウェブサイト「シノドス」に再編され、荻上が編集長を務める。）。また、2010年には内藤朝雄と共著で『いじめの直し方』を出版している。
2011年（平成23年）3月11日の東日本大震災（東北地方太平洋沖地震）にあたり、「荻上式BLOG」で「東北地方太平洋沖地震，ネット上でのデマまとめ」を公開し、『検証 東日本大震災の流言・デマ』を出版した。同書では「検証屋」が重要とし、「具体的な事例を知っておくこと、すなわち事前に「流言ワクチン」を接種しておくことが有効」と指摘した。また、出会い系サイトで売春する「ワリキリ」と呼ばれる当事者女性100人以上に調査を実施し、2012年（平成24年）に『彼女たちの売春』を出版した。

### いじめ問題への対処や『荻上チキ・Session-22』
大津いじめ自殺事件が社会問題化した際には「いじめ問題の根本的な解決」が扱われていないとして、清水康之の誘いを受けドワンゴの協力のもと2012年10月に「ストップいじめ！ナビ」サイトを開設。TBSラジオでは『ニュース探究ラジオ Dig』でパーソナリティを務めていたが、2013年4月からは新番組『荻上チキ・Session-22』でメインパーソナリティに就任する。プロデューサーは『文化系トークラジオ Life』を立ち上げた長谷川裕で、同番組のメインセッションでは毎回専門家を招いた。
また、大野更紗とはメールマガジン「困ってるズ！」を配信。WEBRONZAとは東日本大震災の関連情報を取り上げるサイト「復興アリーナ」を公開している。なお「ストップいじめ！ナビ」サイトは「データ活用やアドバイザリー」で協力する立場であったが、2014年（平成26年）には特定非営利活動法人「ストップいじめ！ナビ」が設立された際には代表理事に就任する。事務局長には須永祐慈が就任し、明智カイトや江川紹子、櫻井光政、水上貴央らも参加していた。
2015年（平成27年）から2020年まで『毎日新聞』の第三者機関である「開かれた新聞委員会」の委員に就任。2016年には第53回ギャラクシー賞・ラジオ部門のDJパーソナリティ賞を受賞し、2017年（平成29年）1月17日放送の『荻上チキ・Session-22』「薬物報道ガイドラインを作ろう！」で第54回ギャラクシー賞でラジオ部門大賞を受賞した。この回は荻上が作ったガイドライン草案を松本俊彦ら専門家やリスナーとブラッシュアップしていくもので、その過程はNHKEテレのハートネットTVでも取り上げられた。
滋賀県大津市では、平成27年度（2015年度）に「いじめの防止に関する行動計画の評価に係る懇談会」委員、平成28年度（2016年度）に「いじめの防止に関する行動計画の策定等に係る懇談会」委員をそれぞれ務めた。なお、2015年の夏からうつ病を患ったことを雑誌『暮しの手帖』内の連載「みらいめがね」やラジオ番組で明かしている。また、2016年に熊本地震が発生した際には、同年3月に木楽舎から出版した『災害支援手帳』のPDFを、荻上の提案によりWebで無料公開。「荻上式BLOG」では同地震の流言まとめを公開した。
2017年（平成29年）12月に生来の頭髪が茶色い学生に黒く染めることを求める指導が報道で衆目を集めると、「ブラック校則をなくそう！プロジェクト」のスーパーバイザーとして情報を発信した。2018年（平成30年）3月でシノドス編集長などシノドス関連職を辞する。同年には単著で『いじめを生む教室』を出版。「道徳」教科化の効果を疑問視し、森田洋司の「いじめの四層構造論」の概念図が誤解を招くことを指摘した。内田良との共編著で『ブラック校則 ― 理不尽な苦しみの現実』も刊行している。

### 『荻上チキ・Session』や調査支援機構の活動
2019年（令和元年）には三浦しをんとの対談イベントが行われ、対談記事が『朝日新聞』に掲載された。2020年（令和2年）9月25日でラジオ番組『荻上チキ・Session-22』が終了し、同月28日に『荻上チキ・Session』が始まる。同番組は2024年時点では平日18時から21時に、2025年6月現在は平日17時から20時に放送されている。2021年3月には一般社団法人「社会調査支援機構チキラボ」を立ち上げ、代表理事に就任した。また、2021年衆議院総選挙や2022年参議院選挙ではTBSラジオの特番で司会やメインパーソナリティを務めている。
2021年（令和3年）のNHK『クローズアップ現代+』「性暴力を受けた男性・私の救いになったのは・相談先」の回に出演。同番組では10代後半で男性教員から性暴力被害を受けたことや、30代になって「性暴力」と気付いたことを公表。さらに「有益なアドバイスをするよりも、（被害者を責める）“有害な聞き手”にならないこと」の重要性や「男性版レイプ神話」の問題点を指摘した。なお番組後に女性から受けた被害だと誤解されるセカンドレイプを受けたといい、「二次加害の問題についても強く訴えていくことが必要」との見解を示した。
Webにおける伊藤詩織への誹謗中傷を分析していた荻上は、2022年（令和4年）2月に本人から依頼を受けてTwitterやFacebook、Yahoo!JapanやYouTubeのコメント欄、匿名掲示板やまとめサイトを対象に、チキラボで肯定を含む投稿を収集しランダム抽出して分類。伊藤の裁判の弁護団に報告するとともに、傾向を分析した。また、NHK放送文化研究所の「NHK 文研フォーラム2022」では「データをとるということは、あらゆる点で重要です。ディスカッションをするうえで、今どうなっているのかを、まず共有しなければいけません」と語っている。
2022年2月に始まったロシアのウクライナ侵攻に伴い、同年5月にポーランドやウクライナのキーウを安田菜津紀や佐藤慧と現地取材している。同年9月には『荻上チキ・Session』でブックレット『Sessionの本～国葬とは何か/旧統一教会と政治』を出版している（自費出版）。さらにチキラボで宗教2世・3世の実態調査を行い当事者1131人から回答を得るとともに、編著『宗教2世』を出版した。「宗教2世」は2022ユーキャン新語・流行語大賞でトップ10入りを果たし、受賞者であるチキラボの代表として荻上が受賞式に出席した。
2023年（令和5年）のジャニー喜多川性加害問題では、チキラボから日本民間放送連盟に芸能界全体へ調査を広げることを要望。同年6月には「こどもの性的搾取等に係る対策に関する関係府省庁連絡会議」で有識者等のヒアリングに参加。同年11月7日から翌年1月19日にかけてはチキラボでも芸能・メディア業界に調査を実施し、2024年（令和6年）2月に275人を対象とする分析結果を公表している。2024年の衆議院総選挙でもTBSラジオの特番で司会を務め、同年にチキラボの企画で編著『選挙との対話』を出版している。

## 人物・エピソード
ペンネームの「荻上チキ」は自身が好む漫画『げんしけん』の登場人物・荻上千佳が由来。朝はリフレッシュのためにシャワーを浴び、夜はリラックスのために入浴しているという。自身が小中学校時代にいじめに遭っていたことを告白しており、「自分の苦しさの原因をそしゃくするために、いじめについて研究したり、エッセーに書いたりして苦しさを言語化することで、救われてきました。」と述懐。また、うつ病を患った経験も明かしており、対処法として「ストレスそのものを減らす。ストレスの原因になる仕事とか人間関係は遮断する」ことを挙げている。
メディア論を専門とし、2007年の『ウェブ炎上』ではサイバーカスケードの具体例を分析し、炎上の定義を「ウェブ上の特定の対象に対して批判が殺到し、収まりがつかなそうな状態のこと」とした。炎上の定義は定まっていないが、炎上の実態分析の論文では荻上の定義も参考にされている。また、『NHKウイークリーステラ』2021年7月2日号ではメディアが視聴者に与える効果論の一つ「培養効果」を、「メディアには、いろいろな力があります。テレビに長時間接すると、テレビの伝える（ときに偏った）現実認識が育ちます。」と説明している。
扱う対象は「文化現象」にも及ぶ。『朝日新聞』では書評委員を務め、『好書好日』に書評を寄稿。『週刊エコノミスト』や『青春と読書』でも書評を執筆した。2009年の『社会的な身体』ではゲームをプレイした際の快楽を「操作的快楽」「攻略的快楽」「上達的快楽」の3つに分類し、これらを適切に配していればゲームバランスが良いとした。東京書籍の『国語総合現代文編』（2 東書・国総334）や『現代の国語』（2 東京・現国703）に荻上の文章「メディアがつくる身体」が掲載されている。

## 主な受賞歴
（個人）
- 2016年 - 第53回ギャラクシー賞・ラジオ部門DJパーソナリティ賞（2015年度・『荻上チキ・Session-22』）[82][17][83]

（番組・団体の受賞）
- 『発信型ニュースプロジェクト 荻上チキ・Session-22』
  - 2015年 - 日本民間放送連盟賞 ラジオ生ワイド部門「優秀」[136][137][注 11]
  - 2016年 - 日本民間放送連盟賞 ラジオ生ワイド部門「優秀」[138][139][注 12]
- 『荻上チキ・Session-22』
  - 2017年 - 日本民間放送連盟賞 ラジオ生ワイド部門「優秀」[140][141][注 13]
  - 2017年 - 第54回ギャラクシー賞 ラジオ部門大賞（2016年度）[84][17][85][注 14]
- 社会調査支援機構チキラボ
  - 2022年 - 2022ユーキャン新語・流行語大賞 トップ10入り「宗教2世」[117][118]

## 著書

### 単著
- 『ウェブ炎上 ― ネット群集の暴走と可能性』筑摩書房〈ちくま新書 683〉、2007年。ISBN 9784480063915[21][22][23]。
- 『12歳からのインターネット ― ウェブとのつきあい方を学ぶ36の質問』ミシマ社、2008年。ISBN 9784903908069。
- 『ネットいじめ ― ウェブ社会と終わりなき「キャラ戦争」』PHP研究所〈PHP新書 537〉、2008年7月。ISBN 9784569701141[24][25]。
- 『社会的な身体 ― 振る舞い・運動・お笑い・ゲーム』講談社〈講談社現代新書 1998〉、2009年。ISBN 9784062879989[26][27]。
- 『セックスメディア30年史 ― 欲望の革命児たち』筑摩書房〈ちくま新書 904〉、2011年。ISBN 9784480066060。
- 『検証 東日本大震災の流言・デマ』光文社〈光文社新書 518〉、2011年。ISBN 9784334036218[142][28][29][30]。
- 『彼女たちの売春 ― 社会からの斥力、出会い系の引力』扶桑社、2012年。ISBN 9784594067342[75][31][32]。
  - 『彼女たちの売春』新潮社〈新潮文庫 お-99-1 10823〉、2017年。ISBN 9784101211718。
- 『僕らはいつまで「ダメ出し社会」を続けるのか ― 絶望から抜け出す「ポジ出し」の思想』幻冬舎〈幻冬舎新書 287 お-15-1〉、2012年。ISBN 9784344982888。
- 『未来をつくる権利 ― 社会問題を読み解く6つの講義』NHK出版〈NHKブックス 1216〉、2014年。ISBN 9784140912164。
- 『ディズニープリンセスと幸せの法則』星海社〈星海社新書 58〉、2014年。ISBN 9784061385634。
- 『災害支援手帖』木楽舎 2016年。ISBN 9784863240902[92][93][注 7]
- 『すべての新聞は「偏って」いる ― ホンネと数字のメディア論』扶桑社、2017年。ISBN 9784594078706。
- 『いじめを生む教室 ― 子どもを守るために知っておきたいデータと知識』PHP研究所〈PHP新書〉、2018年。ISBN 9784569840772[33][34]。
- 『日本の大問題 ― 残酷な日本の未来を変える22の方法』ダイヤモンド社 2018年。ISBN 9784478102916。
- 『もう一人、誰かを好きになったとき ― ポリアモリーのリアル』新潮社 2023年。ISBN 9784103553816。

### 編著
- 『日本を変える知 ― 「21世紀の教養」を身に付ける』芹沢一也 共編、光文社〈SYNODOS READINGS〉、2009年。ISBN 9784334975715[注 15]
- 『経済成長って何で必要なんだろう？』芹沢一也 共編、光文社〈SYNODOS READINGS〉光文社、2009年。ISBN 9784334975746[注 16]。
- 『日本思想という病』芹沢一也 共編、光文社〈SYNODOS READINGS〉、2010年。ISBN 9784334976033[注 17]。
- 『日本の難題をかたづけよう ― 経済、政治、教育、社会保障、エネルギー』SYNODOS 共編、光文社〈光文社新書〉、2012年。ISBN 9784334036935[注 18]。
- 『ブラック校則 ― 理不尽な苦しみの現実』内田良 共編著、東洋館出版社〈Toyokan books〉、2018年。ISBN 9784491035574[37][38][注 19]。
- 『宗教2世』太田出版、2022年。ISBN 9784778318338[注 20]。
- 『選挙との対話』社会調査支援機構チキラボ 企画、青弓社、2024年。ISBN 9784766002423[注 21]。

### 共著
- 『革命待望 ― 1968年がくれる未来』芹沢一也 監修、絓秀実、芹沢一也、橋本努、鈴木謙介 共述、ポプラ社、2009年4月。ISBN 9784591109250。
- 『いじめの直し方』内藤朝雄 共著、朝日出版社、2010年。ISBN 9784022507082。
- 『ダメ情報の見分けかた―メディアと幸福につきあうために』飯田泰之、鈴木謙介 共著、日本放送出版協会〈生活人新書 334〉、2010年。ISBN 9784140883341。
- 『社会運動の戸惑い ― フェミニズムの「失われた時代」と草の根保守運動』山口智美、斉藤正美 共著、勁草書房 2012年、ISBN 9784326653775[35][36]。
- 『夜の経済学』飯田泰之 共著、扶桑社、2013年。ISBN 9784594069162。
- 『新・犯罪論 ― 「犯罪減少社会」でこれからすべきこと』浜井浩一 共著、現代人文社、2015年。ISBN 9784877986179。
- 『情報公開と憲法 ― 知る権利はどう使う』三木由希子、保坂展人、佐藤あずさ 共著、白順社、2017年5月。ISBN 9784834402100。
- 『現代語訳近代日本を形作った22の言葉』片山杜秀 共著、朝日新聞出版、2018年。ISBN 9784022513809。
- 『みらいめがね ― それでは息がつまるので』ヨシタケシンスケ 絵、暮しの手帖社、2019年。ISBN 9784766002126。
- 『ネットと差別扇動 フェイク/ヘイト/部落差別』部落解放・人権研究所編、谷口真由美、津田大介、川口泰司 共著、解放出版社 2019年。ISBN 9784759211030。
- 『みらいめがね2 ― 苦手科目は「人生」です』ヨシタケシンスケ 絵、暮しの手帖社、2021年、ISBN 9784766002225。
- 『きみの人生はきみのもの ― 子どもが知っておきたい「権利」の話』谷口真由美 共著、NHK出版、2023年。ISBN 9784140819302。
- 『社会問題のつくり方 ― 困った世界を直すには？』KOPAKU イラスト、翔泳社、2023年。ISBN 9784798174488。
- 『みらいめがね3 ― こんな世界でギリギリ生きています』ヨシタケシンスケ 絵、暮しの手帖社、2024年。ISBN 9784766002423。
- 『大日本いじめ帝国 ― 戦場・学校・銃後にはびこる暴力』栗原俊雄 共著、中央公論新社、2025年。ISBN 9784120059285。

### 分担執筆・インタビュー
- 「政権与党のバックラッシュ」『バックラッシュ! ― なぜジェンダーフリーは叩かれたのか?』双風舎編集部 編、双風舎、2006年。ISBN 9784902465099。
- 「ウェブ時代の文化人（といっても特に代わり映えもなく）」『文化人とは何か』南後由和、加島卓 編、東京書籍、2010年。ISBN 9784487804276[143]。
- 「その時、検証屋はどう動いたか ― 「支援訓練」事始め」『IT時代の震災と核被害』コンピューターテクノロジー編集部 編、インプレスジャパン〈インプレス選書 003〉、2011年。ISBN 9784844331148。
- 「「ブルドーザー主義」はもういらない」『40歳以上はもういらない』田原総一朗 編、PHP研究所〈PHP新書〉、2013年。ISBN 978-4-569-81003-4。
- 「炎上の構造 ― 100年後も1000年後も、どこかで誰かが燃えている」『ネットが生んだ文化 (カルチャー) : 誰もが表現者の時代』川上量生 監修、KADOKAWA〈角川インターネット講座 04〉、2014年。ISBN 9784046538840。
- 「見過ごされてきた門番」『夏目漱石『こころ』をどう読むか』石原千秋 編、河出書房新社、2014年。ISBN 9784309022895。
- 「近代ごっこ。青年は次に誰を見下す？」『夏目漱石『三四郎』をどう読むか』石原千秋 編、河出書房新社、2014年。ISBN 9784309023328。
- 『デジタル情報社会の未来』佐藤卓己 編、岩波書店〈岩波講座現代 9〉、2016年。ISBN 9784000113892。
- 「宝の山の掘り出し方」『才能を引き出した情報空間 ― トップランナーの図書館活用術』岡部晋典 著、勉誠出版〈ライブラリーぶっくす〉、2017年。ISBN 9784585200550。
- 「いじめのしくみってどうなっているの？」『ソーシャル・マジョリティ研究 ― コミュニケーション学の共同創造』綾屋紗月 編著、金子書房、2018年。ISBN 9784760826681。
- 「「いじめられている」と言えない子どもに、大人は何ができるか」『「助けて」が言えない : SOSを出さない人に支援者は何ができるか』松本俊彦 編、日本評論社、2019年。ISBN 9784535563797。
- 「人の役に立つことを生きる力にする」『続 学校に行きたくない君へ』全国不登校新聞社 編、ポプラ社、2020年。ISBN 9784591167281。
- 「「ステイホーム」が世論に火をつけた一方ポピュリズムに懸念も」『コロナ後の世界を語る 現代の知性たちの視線』朝日新聞社 編、朝日新聞出版、2020年。ISBN 9784022950949。
- 「子どもの「心理的危機状態」とは何か―教室マルトリートメントの視点から考える（対談 荻上チキ×川上康則）」『不適切な関わりを予防する 教室「安全基地」化計画』川上康則 編著、武田信子、村中直人 共著、東洋館出版社、2023年。ISBN 9784491050850。
- 「いじめを知り、解決するために ― いじめを受けている、いじめを受けたことがある、いじめを止めたいあなたへ 子ども編」『「助けて」が言えない』松本俊彦 編、日本評論社、2023年。ISBN 9784535564244。

## メディア

### 雑誌連載
- 「荻上式！電網テレビ批評」『so-netみんなのテレビ』（2008年4月 - 2009年3月）[144]
- 「荻上チキの新世代リノベーション作戦会議」『日刊サイゾー』（2010年 - 2011年）[145]
- 「週刊チキーーダ！」『週刊SPA！』（2010年3月 - 2015年、飯田泰之と共同連載）[146][147]
- 「リバティーンズ・レビュー」『リバティーンズマガジン』（2010年5月 - 10月、No.1、No.2、No.4）[148][149][150]
- 「みらいめがね」『暮しの手帖』（2016年第82号 - ）[39][90][151]
- 「メディアをウォッチし続ける識者がそのポイントを深掘り」『NHKウイークリーステラ』（2021年7月2日号 - 2022年1月7・14日合併号）[152][153]

### テレビ
- 『ニュースの深層』（テレビ朝日、2013年時点は火曜日担当）[154][155]
- 『ハートネットTV』「新WEB連動企画“チエノバ”」（NHKEテレ、2014年 - ）[156]
- 『ハートネットTV』「WEB連動企画“チエノバ”」（NHKEテレ、- 2017年）[157][158]
- 『クローズアップ現代+』「性暴力を受けた男性・私の救いになったのは・相談先」（NHK、2021年6月24日）[42][106][43]
- ゲスト出演 - 『サンデーモーニング』『NEWS23クロス』『新世代が解く!ニッポンのジレンマ』『探検バクモン』[4]、『新・週刊フジテレビ批評』[159]、『朝まで生テレビ!』[160][161]、など。

### ラジオ
（レギュラー番組）
- 『ニュース探究ラジオ Dig』TBSラジオ[162][77]
- 『荻上チキ・Session-22』TBSラジオ（2013年4月 - 2020年9月25日）[78]
- 『荻上チキ・Session』TBSラジオ（2020年9月28日 - ）[78]

（特番）
- 『JRN・TBSラジオ報道特別番組「総選挙開票スペシャル2021」』TBSラジオ（2021年10月31日、司会）[104]
- 『TBSラジオ開局70周年 特別番組 「大感謝祭」』TBSラジオ（2021年12月24日、第3部司会）[163]
- 『JRN・TBSラジオ報道特別番組「開票ライブ！参院選2022」』TBSラジオ（2022年7月10日、メインパーソナリティ）[105]
- 『3･11 報道特別番組「伝える～東日本大震災から12年」』TBSラジオ（2023年3月11日）[164][165]
- 『JRN報道特別番組「総選挙2024 ＜ザ・ジャッジ＞ 有権者の審判は」』TBSラジオ（2024年10月27日、司会）[125]

### ウェブサイト
- 「シノドス・ジャーナル」 - 編集長[69]（2013年4月に「シノドス」に再編[67]）
- 「シノドス」 - 編集長[7][10][67]（2018年3月まで[99]）
- 「復興アリーナ」 - 朝日新聞社のWEBRONZAと共同した東日本大震災情報サイト[76]
- 「ストップいじめ！ナビ」 - いじめ対策サイト、プロジェクトチームに参加[8]
- 「ブラック校則をなくそう」- スーパーバイザー[166]、動画解説[167]

### インターネット配信
- 「ニコ生トークセッション 『NHKスペシャル・無縁社会』～取材班が明かす深層～」（ニコニコ生放送、2011年2月11日）- 聞き手[168]
- 「ニコ生シノドス」（ニコニコ生放送） - 司会、出演[65]
- 「ポリタスTV」（YouTube） - ゲスト[169][170]
- 「Chiki's Talk」『Dialogue for People』（2019年 - 2022年、YouTube） - 解説、出演[171][172][173]

### メールマガジン
- 「αシノドス」 - 編集長[10][11][注 22]
- 「困ってるズ！」 - 共同編集長（大野更紗と共同運営）[76][174]